# Edmund Gilbert Baker
Pour les articles homonymes, voir Baker.
Edmund Gilbert Baker, né en 1864 et mort en 1949, est un collectionneur de plantes et botaniste britannique. Il est le fils de John Gilbert Baker.

## Travaux
- Synopsis de Malveae, 1895
- Les usines de Milanji, Nyassa-land . Con James Britten. 1894
- Catalogue des plantes collectées par M. et Mme. PA Talbot dans le district d'Oban, au sud du Nigeria. Londres (impreso por orden de Trustees, British Museum (Natural History)
- Leguminosae of Tropical Africa, partie 1, [1] -215, en 1926; partie 2, [i-iii], 216-607, juillet 1929; partie 3, [i-iii], 608-693, de 1930[1].

Parmi les espèces qu'il a nommées figurent Banksia burdettii et Banksia ashbyi.